# Holger Zippel
Holger Zippel (* 4. Dezember 1953) ist ein ehemaliger deutscher Fußballspieler.

## Sportlicher Werdegang
Zippel entstammt der Jugend des Spandauer SV. Während der Spielzeit 1971/72 rückte er in die in der Regionalliga Berlin antretende Wettkampfmannschaft auf. In der Spielzeit 1972/73 musste er mit der Mannschaft in der Abstiegsrunde antreten, als dortiger Meister schaffte er mit dem Klub den Klassenerhalt. Im folgenden Jahr verpasste er mit der Mannschaft auf dem zehnten Tabellenplatz die Qualifikation für die neu eingeführte 2. Bundesliga deutlich, wenngleich Zippel mit 16 Saisontoren zu überzeugen wusste. Insgesamt kam Zippel auf 73 Regionalligaspiele, in denen er 20 Tore schoss.
Im Sommer 1974 schloss sich Zippel Wormatia Worms an, das sich für die 2. Bundesliga qualifiziert und den zu Kickers Offenbach abgewanderten Norbert Janzon in der Sturmspitze zu ersetzen hatte. Beim 1:0-Auftaktsieg in der Spielzeit 1974/75 über den TSV 1860 München stand er unter Trainer Radoslav Momirski in der Startelf, Klub und Spieler blieben jedoch in der Folge erfolglos. Zippel rückte auf die Ersatzbank und nach einem Trainerwechsel zu Slavko Stojanović, bis dahin Trainer der Wormatia-Amateure, wurde er zeitweise überhaupt nicht mehr in den Spieltagskader berufen. Zeitweise kehrte er rund um den Jahreswechsel aufs Spielfeld zurück, aber auch unter Karl-Heinz Schmal, der zur Winterpause den nicht über eine angemessene Trainerlizenz verfügenden Stojanović ersetzte, blieb die Mannschaft im Abstiegskampf und der ohne Torerfolg bleibende Zippel konnte sich nicht als Stütze etablieren. Lange Zeit stand die Mannschaft abgeschlagen auf dem letzten Tabellenplatz, und Zippel bestritt am 2. März 1975 das letzte seiner 14 Zweitligaspiele für die Wormser, ehe im letzten Saisonviertel einige Siege gefeiert werden konnten. Die Hoffnung auf einen möglichen Klassenerhalt wurde jedoch durch die Verweigerung der Zweitligalizenz kurz vor Saisonende gedämpft.
Nach einem Jahr in Worms kehrte Zippel zum Spandauer SV zurück, der in die 2. Bundesliga aufgestiegen war. Die Mannschaft war jedoch in der neuen Spielklasse chancenlos und beendete die Zweitliga-Staffel Nord 1975/76 als Schlusslicht mit – bei seinerzeit gültiger Zweipunkteregel – zwanzig Punkten Rückstand auf den direkt davor platzierten DJK Gütersloh und 23 Punkten Rückstand auf den vom Lokalkonkurrenten Wacker 04 Berlin belegten letzten Nichtabstiegsplatz. Trainer Fritz Martin setzte ihn dabei in 27 Saisonspielen ein, als Stammspieler über weite Teile der Saison erzielte er drei Saisontore. Anschließend wechselte er innerhalb der Spielklasse zu Alemannia Aachen. Hier debütierte unter Gerhard Prokop als Einwechselspieler für Antoine Fagot am ersten Spieltag und schwanke im weiteren Saisonverlauf zwischen Startelf und Ersatzbank, in der Spielzeit 1976/77 kam er in 28 Meisterschaftsspielen zum Einsatz und erzielte erneut drei Tore. In der folgenden Spielzeit rutschte der Klub in den Abstiegskampf und er verlor seinen Stammplatz. Bereits ehe Wilhelm Haag kurz vor Saisonende als Interimstrainer die Mannschaft zum Klassenerhalt führte, wurde er nicht mehr berücksichtigt.
Zippel wechselte anschließend in den Amateurbereich, wo er zunächst beim Aachener Stadtteilverein SVS Merkstein auflief. Im Sommer 1980 ging er zum FV Bad Honnef in die drittklassige Oberliga Nordrhein, nach einer Halbserie zog er aber bereits zum SC Viktoria Griesheim in die Oberliga Hessen weiter. Mit dem Klub gewann er am Ende der Spielzeit 1980/81 die Hessenmeisterschaft, aufgrund der Zusammenlegung der zwei Zweitligastaffeln gab es jedoch keinen Aufsteiger. In der Amateurmeisterschaft 1981 scheiterte der Klub zum Auftakt gegen den späteren Titelträger 1. FC Köln Amateure. Zippel wechselte jedoch in die Oberliga Südwest zu Hassia Bingen, ehe er nach einer Saison den Klub erneut verließ.
Zippel kehrte im Sommer 1982 in die 2. Bundesliga zurück, wo er sich dem Aufsteiger BV 08 Lüttringhausen anschloss. Im Verlauf der Spielzeit 1982/83 kam er jedoch nicht über den Status eines Ergänzungsspielers hinaus, nur bei der 0:3-Niederlage gegen den MSV Duisburg im Januar 1983 stand er in der Startelf von Trainer Rudi Sommavilla und kam zu insgesamt neun Zweitligaspielen. Er ging in die viertklassige Verbandsliga Niederrhein zum SV Lintfort, nach dem verpassten Klassenerhalt zog er zum TSV Marl-Hüls weiter und beendete dort 1985 seine aktive Laufbahn.
Zippel war anschließend Trainer im Amateurbereich bei Vorwärts Epe und dem TSV Viernheim, später war er Jugendtrainer und Trainerassistent beim FC 07 Bensheim. Rund um die Jahrtausendwende war er beim SV Waldhof Mannheim für die Amateurmannschaft zuständig, später trainierte er noch den SC Olympia Lorsch und ab September 2002 den VfB Lampertheim.